# Almah (album)
Almah è il primo album dell'omonima band Almah, progetto solista di Edu Falaschi. I testi raccontano i differenti sentimenti dell'essere umano. Il titolo del disco si pronuncia esattamente come il termine portoghese che significa "anima".
L'album è uscito nell'agosto del 2006 e Falaschi lo ha promosso con un tour brasiliano nel quale si è fatto accompagnare dal fratello Tito Falaschi e da Demian Tiguez, entrambi ex membri dei Symbols.

## Tracce
Testi e musiche di Edu Falaschi.
1. King – 4:10
2. Take Back Your Spell – 3:15
3. Forgotten Land – 4:08
4. Scary Zone – 4:23
5. Children of Lies – 4:36
6. Break All the Welds – 2:14
7. Golden Empire – 3:52
8. Primitive Chaos – 3:15
9. Breathe – 3:07
10. Box of Illusion – 3:32
11. Almah – 5:33

## Formazione

### Gruppo
- Edu Falaschi (Angra) - voce, chitarra e tastiere
- Emppu Vuorinen (Nightwish) - chitarre
- Lauri Porra (Stratovarius) - basso
- Casey Grillo (Kamelot) - batteria

#### Ospiti
- Mike Stone (Queensrÿche) - chitarra
- Edu Ardanuy (Dr. Sin) - chitarra
- Fábio Laguna (Angra) - tastiere

### Formazione dal vivo
- Edu Falaschi - voce, chitarra
- Edu Ardanuy - chitarra
- Tito Falaschi - basso
- Adriano Daga - batteria